# Джилленхол, Мэгги
Маргали́т Рут (Мэ́гги) Джилленхо́л (англ. Margalit Ruth «Maggie» Gyllenhaal; род. 16 ноября 1977) — американская актриса, режиссёр и продюсер. Обладательница премии «Золотой глобус», а также номинантка на «Оскар» и «Эмми».

## Биография
Джилленхол родилась в Манхэттене, Нью-Йорк, в семье сценаристки Наоми Фонер (урождённой Акс) и режиссёра Стивена Джилленхола. Они поженились в 1977 году и подали на развод в октябре 2008 года. Первым именем Джилленхол является «Маргалит», о чём она не знала до 2013 года, пока не решила добавить к своей фамилии фамилию мужа. У неё есть двое братьев, актёр Джейк Джилленхол, а также Люк, родившийся во втором браке отца. По отцовской линии она происходит из шведского аристократического рода Джилленхолов, тогда как со стороны матери-еврейки имеет русские и латвийские корни.
Джилленхол выросла в Лос-Анджелесе, где училась в школе Гарвард — Уэстлейк, которую окончила в 1995 году. После окончания школы она поступила в Колумбийский университет в Нью-Йорке, где изучала литературу и религии Востока. Она также изучала актёрское искусство в Королевской академии драматического искусства.
В начале 1990-х годов Джилленхол дебютировала на большом экране с небольшими ролями в фильмах «У воды» (1992) и «Опасная женщина» (1993), снятых её отцом. После окончания учёбы в университете, Джилленхол имела роли второго плана в картинах «Безумный Сесил Б.» (2000), «Сильная женщина» (2001), а также «Донни Дарко» (2001), где она снялась вместе со своим братом Джейком.
Прорывом Джилленхол стала главная роль в эротической комедийной драме «Секретарша» (2002), принёсшей ей премию «Готэм», а также номинации на «Золотой глобус» и «Независимый дух». В том же году она появилась в фильмах «Адаптация» и «Признания опасного человека».
В 2021 году дебютировала в качестве режиссёра с картиной «Незнакомая дочь», снятой по роману итальянской писательницы Элены Ферранте. Фильм участвует в конкурсе Венецианского кинофестиваля-2021.
Джилленхол активна в сфере политики, является сторонницей Демократической партии и, как и её родители и брат, Американского союза защиты гражданских свобод. В своём выступлении на 18-й церемонии награждения кинопремии «Независимый дух» она осудила начатую президентом Бушем войну в Ираке, назвав её причинами «нефть и империализм». Она участвовала в антивоенных демонстрациях и кампании «Объединённые артисты за победу без войны». На президентских выборах поддерживала Джона Керри и Барака Обаму. Она занимается благотворительностью.

## Личная жизнь
В 2002 году Джилленхол начала встречаться с актёром Питером Сарсгаардом. Они обручились в 2006 году и поженились 2 мая 2009 года. У них есть две дочери — Рамона (род. 2006) и Глория (род. 2012).

## Фильмография
| Год       |     | Русское название                                    | Оригинальное название                          | Роль                  |
| --------- | --- | --------------------------------------------------- | ---------------------------------------------- | --------------------- |
| 1992      | ф   | У воды                                              | Waterland                                      | Мэгги Рут             |
| 1993      | ф   | Опасная женщина                                     | A Dangerous Woman                              | Пэтси Белл            |
| 1996      | тф  | Расколотый разум                                    | Shattered Mind                                 | клерк                 |
| 1998      | ф   | Покровительница лгунов                              | The Patron Saint of Liars                      | Лоррейн Томас         |
| 1998      | ф   | Доморощенный                                        | Homegrown                                      | няня                  |
| 1999      | ф   | Воскресенье                                         | Resurrection                                   | Мэри                  |
| 1999      | тф  | Трясись, греми, крутись: Американская история любви | Shake, Rattle and Roll: An American Love Story | Норин Бикслер         |
| 2000      | ф   | Фотограф                                            | Photographer, The                              | Мира                  |
| 2000      | ф   | Безумный Сесил Б.                                   | Cecil B. DeMented                              | Raven                 |
| 2001      | ф   | Донни Дарко                                         | Donnie Darko                                   | Элизабет Дарко        |
| 2001      | ф   | Сильная женщина                                     | Riding in Cars with Boys                       | Амелия                |
| 2002      | ф   | Секретарша                                          | Secretary                                      | Ли Холлоувэй          |
| 2002      | ф   | 40 дней и 40 ночей                                  | 40 Days and 40 Nights                          | Сэм                   |
| 2002      | ф   | Адаптация                                           | Adaptation.                                    | Кэролайн Каннингем    |
| 2002      | ф   | Признания опасного человека                         | Confessions of a Dangerous Mind                | Дэбби                 |
| 2003      | ф   | Приемные матери                                     | Casa de los babys                              | Дженнифер             |
| 2003      | ф   | Улыбка Моны Лизы                                    | Mona Lisa Smile                                | Жизель Левай          |
| 2004      | тф  | Личный досмотр                                      | Strip Search                                   | Линда Сайкс           |
| 2004      | ф   | Порнограф: История любви                            | The Pornographer: A Love Story                 | Сидни                 |
| 2004      | ф   | Аферисты                                            | Criminal                                       | Валери                |
| 2005      | ф   | Правила секса 2: Хэппиэнд                           | Happy Endings                                  | Джуд                  |
| 2005      | ф   | Великое новое чудо                                  | Great New Wonderful, The                       | Эмма Килер            |
| 2005      | ф   | Доверься мужчине                                    | Trust the Man                                  | Элейн                 |
| 2006      | ф   | Малышка Шерри                                       | SherryBaby                                     | Шерри Суонсон         |
| 2006      | ф   | Париж, я люблю тебя                                 | Paris, je t’aime                               | Лиз                   |
| 2006      | мф  | Дом-монстр                                          | Monster House                                  | Элизабет «Зи» (голос) |
| 2006      | ф   | Башни-близнецы                                      | World Trade Center                             | Эллисон Джимено       |
| 2006      | ф   | Персонаж                                            | Stranger Than Fiction                          | Ана Паскаль           |
| 2007      | ф   | Падение с высоты                                    | High Falls                                     | Эйприл                |
| 2008      | ф   | Тёмный рыцарь                                       | The Dark Knight                                | Рэйчел Доуз           |
| 2009      | ф   | В пути                                              | Away We Go                                     | ЛН                    |
| 2009      | ф   | Сумасшедшее сердце                                  | Crazy Heart                                    | Джин Крэддок          |
| 2010      | ф   | Моя ужасная няня 2                                  | Nanny McPhee and the Big Bang                  | миссис Грин           |
| 2011      | ф   | Без истерики!                                       | Hysteria                                       | Шарлотта Далримпл     |
| 2012      | ф   | Обучение полётам                                    | Won't Back Down                                | Джейми Фицпатрик      |
| 2013      | ф   | Штурм Белого дома                                   | White House Down                               | агент Кэрол Финнерти  |
| 2014      | ф   | Фрэнк                                               | Frank                                          | Клара                 |
| 2014      | ф   | Река основ                                          | River of Fundament                             | Хэтфертити            |
| 2014      | с   | Благородная женщина                                 | The Honourable Woman                           | Несса Штейн           |
| 2016      | кор | Знак красоты                                        | Beauty Mark                                    | Валери                |
| 2016      | кор | Новая императрица                                   | The New Empress                                | Олив                  |
| 2016      | кор | Дом                                                 | Home                                           | Рут                   |
| 2017—2019 | с   | Двойка                                              | The Deuce                                      | Эйлин «Кэнди» Меррелл |
| 2018      | ф   | Воспитательница                                     | The Kindergarten Teacher                       | Лиза Спинелли         |

## Награды и номинации
| Ассоциация                     | Год  | Категория                                           | Работа                    | Результат |
| ------------------------------ | ---- | --------------------------------------------------- | ------------------------- | --------- |
| «Оскар»                        | 2010 | Лучшая женская роль второго плана                   | Сумасшедшее сердце        | Номинация |
| «Оскар»                        | 2022 | Лучший адаптированный сценарий                      | Незнакомая дочь           | Номинация |
| «Золотой глобус»               | 2003 | Лучшая женская роль — комедия или мюзикл            | Секретарша                | Номинация |
| «Золотой глобус»               | 2007 | Лучшая женская роль — драма                         | Малышка Шерри             | Номинация |
| «Золотой глобус»               | 2015 | Лучшая женская роль — мини-сериал или телефильм     | Благородная женщина       | Победа    |
| «Золотой глобус»               | 2018 | Лучшая женская роль в телевизионном сериале — драма | Двойка                    | Номинация |
| «Золотой глобус»               | 2022 | Лучший режиссёр                                     | Незнакомая дочь           | Номинация |
| BAFTA                          | 2022 | Лучший адаптированный сценарий                      | Незнакомая дочь           | Номинация |
| Прайм-тайм премия «Эмми»       | 2015 | Лучшая женская роль в мини-сериале или фильме       | Благородная женщина       | Номинация |
| Венецианский кинофестиваль     | 2021 | Приз за лучший сценарий — Лев                       | Незнакомая дочь           | Победа    |
| BIFA                           | 2014 | Лучшая женская роль второго плана                   | Фрэнк                     | Номинация |
| «Выбор кинокритиков»           | 2009 | Лучший актёрский ансамбль                           | Тёмный рыцарь             | Номинация |
| «Выбор кинокритиков»           | 2022 | Лучший адаптированный сценарий                      | Незнакомая дочь           | Номинация |
| «Выбор телевизионных критиков» | 2014 | Лучшая женская роль в фильме или мини-сериале       | Благородная женщина       | Номинация |
| «Выбор телевизионных критиков» | 2019 | Лучшая женская роль в драматическом сериале         | Двойка                    | Номинация |
| «Независимый дух»              | 2003 | Лучшая женская роль                                 | Секретарша                | Номинация |
| «Независимый дух»              | 2006 | Лучшая женская роль второго плана                   | Правила секса 2: Хэппиэнд | Номинация |
| «Независимый дух»              | 2022 | Лучший фильм (как продюсер)                         | Незнакомая дочь           | Победа    |
| «Независимый дух»              | 2022 | Лучший режиссёр                                     | Незнакомая дочь           | Победа    |
| «Независимый дух»              | 2022 | Лучший сценарий                                     | Незнакомая дочь           | Победа    |
| «Готэм»                        | 2002 | Актёрский прорыв                                    | Секретарша                | Победа    |
| «Готэм»                        | 2021 | Лучший независимый фильм (как продюсер)             | Незнакомая дочь           | Победа    |
| «Готэм»                        | 2021 | Лучший режиссёр                                     | Незнакомая дочь           | Победа    |
| «Готэм»                        | 2021 | Лучший сценарий                                     | Незнакомая дочь           | Победа    |
| «Спутник»                      | 2003 | Лучшая женская роль — комедия или мюзикл            | Секретарша                | Номинация |
| «Спутник»                      | 2006 | Лучшая женская роль — драма                         | Малышка Шерри             | Номинация |
| «Спутник»                      | 2014 | Лучшая женская роль — мини-сериал или телефильм     | Благородная женщина       | Номинация |
| «Спутник»                      | 2018 | Лучшая женская роль в телевизионном сериале — драма | Двойка                    | Номинация |
| «Спутник»                      | 2022 | Лучший фильм — драма (как продюсер)                 | Незнакомая дочь           | Номинация |
| «Спутник»                      | 2022 | Лучший адаптированный сценарий                      | Незнакомая дочь           | Номинация |
| «Сатурн»                       | 2007 | Лучшая киноактриса                                  | Персонаж                  | Номинация |
| «Сатурн»                       | 2009 | Лучшая киноактриса                                  | Тёмный рыцарь             | Номинация |
| Премия Гильдии киноактёров США | 2015 | Лучшая женская роль в телефильме или мини-сериале   | Благородная женщина       | Номинация |
| Премия Гильдии режиссёров США  | 2022 | Лучший режиссёр-дебютант                            | Незнакомая дочь           | Победа    |